# Rejon miszkiński
Rejon miszkiński (ros. Мишкинский район) – jeden z 54 rejonów w Baszkirii. Stolicą regionu jest Miszkino.
100% populacji stanowi ludność wiejska, ponieważ w regionie nie ma żadnego miasta.